# Berlina (carrozza)

Un disegno raffigurante una berlina

La berlina è stata uno dei primi modelli di carrozza, a quattro ruote, con abitacolo e sportelli laterali, dell'epoca moderna, ideata probabilmente nel 1670 da un architetto italiano, quando lavorava nei pressi di Berlino. L'etimologia del termine pare derivare dal fatto che un esemplare analogo fu costruito per la prima volta a Berlino, per Federico Guglielmo, nel XVII secolo. 
Per la sua comodità e versatilità, questo modello di carrozza si diffuse rapidamente in tutta Europa, venendo accolto con particolare favore in Italia. Analogamente a molti altri termini, la definizione di berlina si trasferì al mondo automobilistico, identificando un modello di vettura in grado di ospitare a bordo almeno quattro passeggeri, oltre all'autista.

## Storia
La storia della carrozza si perde nei secoli, poiché già le popolazioni preistoriche e in seguito anche presso la civiltà romana, si utilizzavano carri a trazione animale. L'utilizzo si protrasse anche nel medioevo, seppur in minor misura, anche se documenti del XII secolo testimoniano che una sorta di lettiga trainata da cavalli era di uso abituale presso la corte di Galeazzo Visconti.

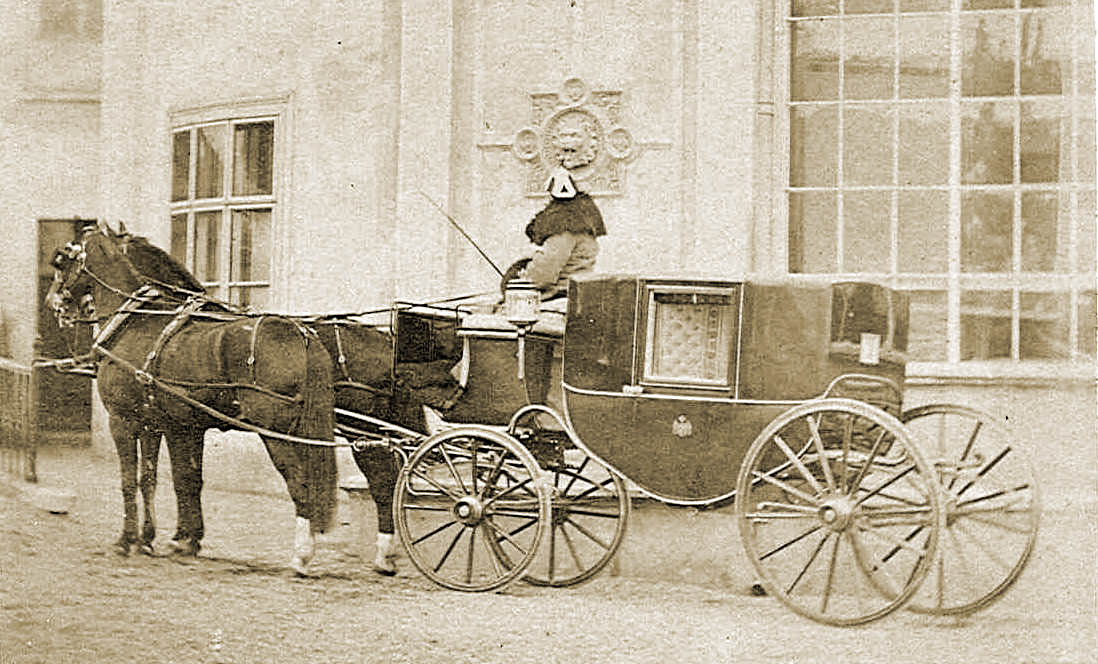
Un modello di berlina del 1870

Tuttavia, secondo attendibili testimonianze storiche, la carrozza con abitacolo chiuso nacque a Berlino nel 1670, su invenzione dell'architetto piemontese Filippo Di Chiese. Egli, abile progettista che si occupò principalmente di realizzazioni architettoniche tra cui il castello di Glienicke, fu architetto di corte presso Potsdam, vicino a Berlino, al servizio del principe elettore Federigo Guglielmo di Brandeburgo; per suo volere, Filippo Di Chiese realizzò il primo modello di carrozza che, forse per la vicinanza alla capitale tedesca, venne così chiamata «berlina».
In seguito all'invenzione della berlina, la carrozza vide il suo apice con una diffusione capillare in tutta Europa e nel nuovo mondo, in varie versioni.

## Caratteristiche
L'innovazione era rappresentata dalla presenza di un vero abitacolo montato su uno chassis a quattro ruote, con sportelli e finestrini provvisti di vetri chiusi su ambo i lati e coperto da un mantice in stoffa impermeabilizzata. La dotazione interna prevedeva solitamente la sistemazione di due divani vis à vis, come comunemente accadde per i successivi modelli di carrozze che si diffusero dal XVIII secolo in avanti.

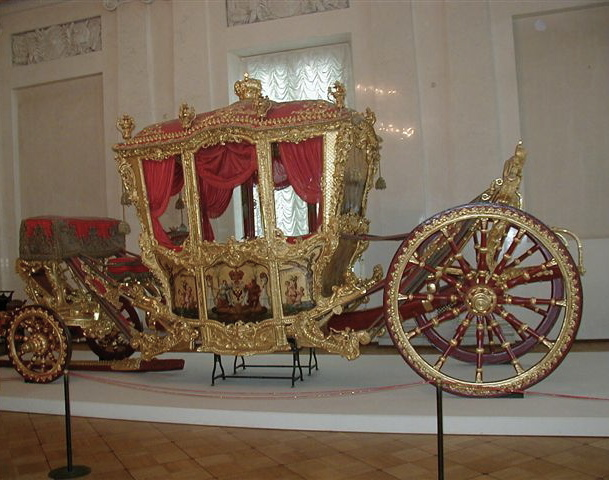
La ricchissima berlina utilizzata da Caterina II di Russia, conservata all'Hérmitage di San Pietroburgo

Da allora la diffusione delle berline divenne capillare e la carrozza ebbe un'evoluzione che portò a svariati modelli destinati prevalentemente alla nobiltà e all'alta borghesia. Il crescente successo della berlina portò ad un'ampia diversificazione di modelli, in molti casi si aggiunsero bauli per il caricamento dei bagagli sul retrotreno e variarono anche gli allestimenti interni; nacquero poi versioni differenti come la dësobligeante che, come suggerisce il nome, offriva una disposizione interna delle sedute orientata verso il senso di marcia, in modo tale da non costringere i passeggeri ad essere seduti uno di fronte all'altro. 
Analogamente a questa versione francese, una versione più grande di berlina fu quella denominata "alla tedesca" con ben due sportelli per lato e spazio interno per sei passeggeri, disposti anch'essi su tre file parallele di sedili. Tale modello si può considerare antesignano delle successive diligenze e degli omnibus.
Numerosi esemplari di berlina tuttora conservati testimoniano le forme assunte da questo tipo di carrozza, con apparati decorativi decisamente ricchi che rispecchiano le forme stilistiche del tempo in cui furono realizzate e le specifiche esigenze dei loro illustri proprietari.
Dallo storico e pomposo modello di berlina nacquero poi svariate altre versioni di dimensioni ridotte come la berlinotta, in Francia nota come berlingot o coupé, con due sportelli e un solo divano o un sedile all'interno ed eventuali strapuntini disposti frontalmente; la versione di vettura cittadina ad uso taxi di questa carrozza era nota come fiacre, mentre in Gran Bretagna era conosciuta come brougham. Sempre oltremanica il termine «berlina» venne da subito tradotto in saloon, mentre nelle Americhe venne a sua volta tradotto in sedan. Oltre al termine «berlina», diventato di uso comune in italiano per identificare una vettura media, molti di questi nomi sono utilizzati tuttora per identificare analoghi modelli di automobili.